# 马库斯·乔治斯-亨特
马库斯·安东尼·乔治斯-亨特（1994年3月28日—）為美國男子籃球運動員，現效力於中国男子篮球职业联赛四川锦城。

## 職業生涯
2019年11月9日，中国男子篮球职业联赛广州龙狮註冊乔治斯-亨特頂替凯弗·赛克斯。11月25日，乔治斯-亨特被安德鲁·尼克尔森頂替。12月18日，广州龙狮註冊乔治斯-亨特頂替凯弗·赛克斯。乔治斯-亨特代表广州龙狮出賽31場，場均可挹注24.4分、7.6籃板、3.6助攻、2.1抄截。2020年12月5日，乔治斯-亨特加盟四川金强。
2021年1月25日，乔治斯-亨特在四川金强迎戰上海久事的比賽替補出賽，上場43分59秒，全場35投22中，三分球11投6中，罰球24罰18中，攻下68分、5籃板、2助攻、4抄截、1阻攻，68分為乔治斯-亨特個人生涯單場得分紀錄，最終四川金强在歷經雙OT後以136比129戰勝上海久事。乔治斯-亨特代表四川金强出賽41場，場均攻下25.9分、5.5籃板、3.7助攻。2022年1月15日，科利奇帕克天鹰取得乔治斯-亨特。
2022年5月15日，瓜伊納沃大都會簽下乔治斯-亨特。7月27日，科威特簽下乔治斯-亨特。2024年6月14日，乔治斯-亨特加入杜拜青年國民。2024年9月14日，乔治斯-亨特重返四川蓝鲸。

## 外部連結
- 马库斯·乔治斯-亨特在fiba.basketball（英语）
- 马库斯·乔治斯-亨特在NBA（英语）
- 马库斯·乔治斯-亨特在NBA G聯盟（英语）
- 马库斯·乔治斯-亨特在中国男子篮球职业联赛
- 马库斯·乔治斯-亨特在Basketball-Reference.com（NBA）（英语）
- 马库斯·乔治斯-亨特在Basketball-Reference.com（NBA G聯盟）（英语）
- 马库斯·乔治斯-亨特在Basketball-Reference.com（國際）（英语）
- 马库斯·乔治斯-亨特在Sports-Reference.com（NCAA）（英语）
- 马库斯·乔治斯-亨特在ESPN（NBA）（英语）
- 马库斯·乔治斯-亨特在Eurobasket.com（球員）（英语）
- 马库斯·乔治斯-亨特在Proballers（英语）
- 马库斯·乔治斯-亨特在RealGM（英语）
- 马库斯·乔治斯-亨特在中国篮球数据库
- 马库斯·乔治斯-亨特在中国篮球数据库
- 马库斯·乔治斯-亨特在Flashscore（英语）